# Tata Starbus
Tata Starbus — серия автобусов вместимостью 16—67 мест, производимых индийской компанией Tata Motors.

## Модификации

### Starbus Skool[2]
BS6 Diesel
- Starbus Prime 20+A+D LP 410/29
- Starbus Prime 25+A+D LP 410/33
- Starbus Prime 30+A+D LP 412/36
- Starbus Prime 34+A+D LP 412/36
- Starbus Prime 34+A+D AC 412/36
- Starbus Prime 38+A+D LP 412/36
- Starbus Prime 38+A+D AC 412/36
- Starbus Prime 46+A+D LP 712/45
- Starbus Prime 46+A+D AC 712/45
- Starbus Prime 46+A+D AC 716/45
- Starbus Prime 51+A+D LP 812/52
- Starbus Prime 51+A+D LP 916/52
- Starbus Prime 51+A+D AC 916/52
- Starbus Prime 53+A+D LP 712/45
- Ultra Prime 58+A+D LPO 11.6/54
- Starbus Prime 59+A+D LP 812/52
- Ultra SKL 48+A+D LPO 8.6/44
- Ultra SKL 58+A+D LPO 11.6/54

BSVI CNG
- Starbus Prime 34+A+D LP 410/36G
- Starbus Prime 34+A+D AC 410/36G
- Starbus Prime 38+A+D LP 410/36G
- Starbus Prime 38+A+D AC 410/36G
- Starbus Prime 51+A+D LP 910/52G

### Starbus Standard/Staff
Автобусы Starbus Standard выпускаются в 16, 18, 20, 32, 54 и 67-местных конфигурациях и предназначаются для работы в различных дорожных условиях без ущерба для безопасности пассажиров.
1. Starbus 16 — шасси SFC 407/27
2. Starbus 18 CNG — шасси LP 407/31 CNG
3. Starbus 20 — шасси SFC 407/31
4. Starbus 32 — шасси LP 709/38
5. Starbus 54 — шасси LP 1510/53
6. Starbus 67 — шасси LPO 1610/62
7. Starbus Ultra 34+D LPO 7.5/44
8. Starbus Ultra 34+D AC LPO 7.5/44
9. Starbus Ultra 40+D HBR AC LPO 10.2/54
10. Starbus Ultra 44+D LPO 10.2/54
11. Starbus Ultra 44+D AC LPO 10.2/54
12. Starbus Ultra 50+D LPO 10.2/54

- Starbus Deluxe

Варианты Starbus Deluxe предназначаются для обслуживания междугородных маршрутов. Автобусы выпускаются в 18, 20, 28 и 35-местных конфигурациях.
1. Starbus Dlx 18 — шасси SFC 713/38
2. Starbus Dlx 20 — шасси LP 407/31
3. Starbus Dlx 28 — шасси LP 709/38
4. Starbus Dlx 35 — шасси LPO 916/42

- Starbus Urban

Благодаря ультрасовременному, низкому дизайну высота пола составляет 650 мм. Широкие входные двери позволяют пассажирам быстро и легко осуществлять посадку и высадку. Также существуют низкопольные автобусы, чья высота пола составляет 380 мм, и шасси для высокопольных автобусов с дополнительной дверью для городских маршрутов.
Низкопольные автобусы:
1. Starbus EV 4/12m — электробус переменного тока с низким входом
2. Starbus EV 4/12m — электробус с низким входом без переменного тока
3. Starbus EV 4/12m — низкопольный электробус переменного тока
4. Starbus EV 4/12m — низкопольный электробус без переменного тока

Высокопольные автобусы:
1. Starbus 24+D LP 410/36
2. Starbus 24+D AC LP 410/36
3. Starbus 32+D LP 710/45
4. Starbus 32+D AC LP 712/45
5. Starbus 40+D LP 912/52
6. Starbus 40+D LP 810/52
7. Starbus 40+D AC LP 912/52
8. Starbus 67 — шасси LPO 1610/62
9. Starbus Ultra 34+D LPO 7.5/44
10. Starbus Ultra 34+D AC LPO 7.5/44
11. Starbus Ultra 40+D HBR AC LPO 10.2/54
12. Starbus Ultra 44+D LPO 10.2/54
13. Starbus Ultra 44+D AC LPO 10.2/54
14. Starbus Ultra 50+D LPO 10.2/54
15. Tata Ultra 9/9m — электробус переменного тока
16. Tata Ultra 9/9m — электробус без переменного тока
17. Tata Urban 9/12m — электробус переменного тока
18. Tata Urban 9/12m — электробус без переменного тока
19. Ultra EV 7M[3]

## Общественный транспорт
С 2005 года Tata Starbus эксплуатируется в Мумбаи компанией Brihanmumbai Electricity Supply and Transport (BEST).